# پوکژونگتسا (شهرستان پووتوسک)
پوکژونگتسا (به لهستانی:  Pokrzywnica) یک روستا در لهستان است که در گمینا پوکژونگتسا واقع شده‌است. پوکژونگتسا ۵۱۰ نفر جمعیت دارد.